# Молнар Лайош Людвиґович
Ла́йош Людви́ґович Мо́лнар (нар. 22 травня 1954, село Гетен, Берегівський район, Закарпатська область) — український лірник, бандурист, композитор, педагог угорського походження. Член Національної спілки кобзарів України (з 1996). Один із фундаторів львівського лірницького цеху. Засновник і директор благодійного фонду «Муза». Виконавець творів кобзарського та лірницького репертуару, популяризатор традиційної української духовної музики.

## Біографія
Народився 22 травня 1954 року в селі Гетен Берегівського району Закарпатської області в угорській родині. У дитинстві втратив зір. Закінчив спеціалізовану школу-інтернат для сліпих у Мукачеві (1970). У 1970—1974 роках працював на підприємствах системи Українського товариства сліпих (УТОС) у Мукачеві.
У 1974 році переїхав до міста Олександрія Кіровоградської області, де вступив до Олександрійського культосвітнього училища. Закінчив його в 1976 році по класу баяна.
У 1981 році оселився в місті Червоноград Львівської області, де працював акомпаніатором у Будинку культури міста Соснівка.

## Шлях кобзаря
У 1983 році, почувши виступ кобзаря Юрія Даниліва, зацікавився грою на бандурі. Почав навчання у Даниліва у Львові, опановуючи гру на академічній бандурі. У 1989 році приєднався до народної капели бандуристів Українського товариства сліпих «Карпати», заснованої Данилівим, і виступає в ній донині.
Водночас опанував традиційну старосвітську бандуру і ліру. Його реконструкції старовинного лірницького співогри вирізняються етнографічною достовірністю та глибоким духовним змістом.

## Творчість і репертуар
Виступав як соліст-бандурист, а також у дуеті з дружиною — поетесою Тетяною Фроловою, яка також була незрячою. У її доробку — три збірки віршів, зокрема пісня «Не мовчіть, кобзарі» написана на її слова. Після її смерті у 2021 році Молнар продовжив концертну та просвітницьку діяльність як сольний виконавець.
У репертуарі Лайоша Молнара:
- історичні пісні («Про Морозенка», «Про Аскольда і Дира»),
- народні пісні («Віє вітер, віє буйний», «Та не жур мене, моя мати»),
- жартівливі («Як ходив я до панянки»),
- лемківські («Горами, долами», «Моя мила кудри, кудри…»),
- стрілецькі («Йде січове військо», «Про Крути», «Завтра в далеку дорогу»),
- духовні твори лірницького репертуару («Страсті Христові», «Ой зле в світі», «В славнім городі, во Єрусалимі», «Про потоп»),
- авторські твори та обробки («Україно моя» Г. Китастого, «Там у ставу» О. Бердника, твори М. Литвина на слова В. Симоненка),
- численні пісні на слова Тараса Шевченка.

## Громадська діяльність
- Член Національної спілки кобзарів України (з 1996).
- Один із засновників Львівського лірницького цеху.
- Заступник голови з питань роботи із незрячими дітьми в межах цеху.
- Директор благодійного фонду «Муза».
- Постійний учасник кобзарських сходин, нарад і фестивалів.

## Дискографія
- Не мовчіть, кобзарі (авторська збірка пісень на слова Тетяни Фролової).